# Alexis Bouvard
Alexis Bouvard, francoski astronom, * 27. junij 1767, Contamines, Francija, † 7. junij 1843, Pariz, Francija.
Bouvard je najbolj znan po svojih skrbnih opazovanjih nepravilnosti gibanja Urana in svoji domnevi o obstoju osmega planeta v Osončju. Leta 1821 je objavil astronomske tabele Uranovega tira.
Med letoma 1822 in 1843 je bil Bouvard osmi predstojnik pariškega observatorija. Nasledil ga je Arago.
Od leta 1803 je bil član Francoske akademije znanosti, od leta 1826 pa član Kraljeve družbe v Londonu.